# Otochares gypsopa
Otochares gypsopa är en fjärilsart som beskrevs av Edward Meyrick 1919. Otochares gypsopa ingår i släktet Otochares och familjen äkta malar.
Artens utbredningsområde är Guyana. Inga underarter finns listade i Catalogue of Life.